# Wereldkampioenschappen schaatsen sprint 2014
De 45e wereldkampioenschappen schaatsen sprint op de schaats werden in 2014 op 18 en 19 januari gehouden op de ijsbaan M-Wave in Nagano en georganiseerd door de Internationale Schaats Unie (ISU).
Het was voor de vijfde keer dat een WK sprint evenement in Japan plaatsvond, na Karuizawa 1986, Ikaho 1993, Nagano 2004 en Obihiro 2010.
In 2004 werden in de Olympische schaatshal van 1998 de Nederlanders Erben Wennemars en Marianne Timmer sprintkampioen. De titelhouders van 2013, Michel Mulder en Heather Richardson, namen beiden ook dit jaar weer plaats op het erepodium.
Mulder prolongeerde zijn titel, hij werd op het erepodium geflankeerd door voormalig wereldkampioen sprint (2009) Shani Davis op plaats twee en Daniel Greig op plaats drie. De bronzen medaille van Greig was de eerste schaatsmedaille voor Australië ooit op enig internationaal ISU kampioenschap. Richardson werd dit jaar derde achter twee Chinese vrouwen. Yu Jing, vorig jaar tweede, heroverde de sprinttitel en Zhang Hong, in 2012 derde, eindigde dit jaar als tweede.

## Tijdschema
| Datum               | Tijd | Onderdeel                                               |
| ------------------- | ---- | ------------------------------------------------------- |
| Zaterdag 18 januari | 6:00 | 500 m vrouwen 500 m mannen 1000 m vrouwen 1000 m mannen |
| Zondag 19 januari   | 6:30 | 500 m vrouwen 500 m mannen 1000 m vrouwen 1000 m mannen |

## Startplaatsen
Op het WK van 2013 in Salt Lake City werd het onderstaande aantal startplaatsen verdiend. Ondanks de goede resultaten van Michel Mulder en Hein Otterspeer haalden Stefan Groothuis en Mark Tuitert beiden niet de beste zestien, waardoor Nederland drie startplaatsen bij de mannen had. De prestaties van Thijsje Oenema, Margot Boer, Marrit Leenstra en Laurine van Riessen bij de vrouwen, alle vier in de top zestien, leverde Nederland hier weer vier startplaatsen op.
|         | 4                | 3                                                   | 2                                                                                     |
| ------- | ---------------- | --------------------------------------------------- | ------------------------------------------------------------------------------------- |
| Mannen  | Canada, Rusland  | Duitsland, Finland, Japan, Nederland, Zuid-Korea    | Australië, Frankrijk, Italië, Kazachstan, Letland, Noorwegen, Polen, Verenigde Staten |
| Vrouwen | China, Nederland | Canada, Duitsland, Japan, Rusland, Verenigde Staten | Italië, Kazachstan, Tsjechië, Wit-Rusland, Zuid-Korea                                 |

Deelname
Namens Nederland namen naast wereldkampioen Michel Mulder, tweelingbroer Ronald Mulder (6e) en Kjeld Nuis (5e) bij de mannen deel. Het kwartet vrouwen bestond uit Margot Boer (4e), Laurine van Riessen (6e), Thijsje Oenema (7e) en debutante Anice Das (11e).

## Ereplaatsen

### Mannen
| Onderdeel | Goud          | Zilver       | Brons               |
| --------- | ------------- | ------------ | ------------------- |
| Vierkamp  | Michel Mulder | Shani Davis  | Daniel Greig        |
| 0500m     | Michel Mulder | Daniel Greig | Mirko Nenzi         |
| 1000m     | Denis Koezin  | Shani Davis  | Kjeld Nuis          |
| 0500m     | Michel Mulder | Daniel Greig | Keiichiro Nagashima |
| 1000m     | Shani Davis   | Denis Koezin | Michel Mulder       |

### Vrouwen
| Onderdeel | Goud               | Zilver      | Brons              |
| --------- | ------------------ | ----------- | ------------------ |
| Vierkamp  | Yu Jing            | Zhang Hong  | Heather Richardson |
| 0500m     | Yu Jing            | Margot Boer | Heather Richardson |
| 1000m     | Zhang Hong         | Margot Boer | Yu Jing            |
| 0500m     | Yu Jing            | Margot Boer | Heather Richardson |
| 1000m     | Heather Richardson | Zhang Hong  | Margot Boer        |

## Eindklassement

### Mannen
| #      | Schaatser                 | Land | 500m       | 1000m        | 500m       | 1000m        | Punten  |
| ------ | ------------------------- | ---- | ---------- | ------------ | ---------- | ------------ | ------- |
| Goud   | Michel Mulder             | NED  | 34,83 (1)  | 1.09,91 (5)  | 35,12 (1)  | 1.09,96 (3)  | 139,885 |
| Zilver | Shani Davis               | USA  | 35,58 (11) | 1.09,44 (2)  | 35,82 (14) | 1.08,96 (1)  | 140,600 |
| Brons  | Daniel Greig              | AUS  | 35,19 (2)  | 1.10,36 (8)  | 35,17 (2)  | 1.10,35 (5)  | 140,715 |
| 4      | Denis Koezin              | KAZ  | 35,73 (15) | 1.09,37 (1)  | 35,82 (14) | 1.09,54 (2)  | 141,005 |
| 5      | Kjeld Nuis                | NED  | 35,90 (18) | 1.09,56 (3)  | 35,53 (8)  | 1.09,99 (4)  | 141,205 |
| 6      | Ronald Mulder             | NED  | 35,67 (13) | 1.09,93 (6)  | 35,43 (5)  | 1.10,59 (6)  | 141,360 |
| 7      | William Dutton            | CAN  | 35,37 (5)  | 1.09,89 (4)  | 35,69 (11) | 1.10,78 (8)  | 141,395 |
| 8      | Alexandre St-Jean         | CAN  | 35,60 (12) | 1.10,49 (10) | 35,45 (6)  | 1.10,61 (7)  | 141,600 |
| 9      | Laurent Dubreuil          | CAN  | 35,45 (9)  | 1.10,64 (13) | 35,34 (4)  | 1.11,06 (13) | 141,640 |
| 10     | Roman Kretsj              | KAZ  | 35,32 (4)  | 1.10,60 (12) | 35,51 (7)  | 1.11,10 (14) | 141,680 |
| 11     | Mirko Nenzi               | ITA  | 35,27 (3)  | 1.10,45 (9)  | 35,88 (16) | 1.10,88 (12) | 141,815 |
| 12     | Kim Tae-yun               | KOR  | 35,90 (18) | 1.10,27 (7)  | 35,96 (18) | 1.10,87 (11) | 142,430 |
| 13     | Tyler Derraugh            | CAN  | 35,84 (16) | 1.10,51 (11) | 35,95 (17) | 1.10,83 (9)  | 142,460 |
| 14     | Mitchell Whitmore         | USA  | 36,00 (20) | 1.10,94 (14) | 35,57 (9)  | 1.10,85 (10) | 142,465 |
| 15     | Yuji Kamijo               | JPN  | 35,40 (6)  | 1.11,51 (17) | 35,57 (9)  | 1.11,78 (17) | 142,615 |
| 16     | Keiichiro Nagashima       | JPN  | 35,43 (8)  | 1.11,92 (19) | 35,28 (3)  | 1.12,74 (22) | 143,040 |
| 17     | Espen Aarnes Hvammen      | NOR  | 35,41 (7)  | 1.12,02 (21) | 35,75 (12) | 1.12,08 (19) | 143,210 |
| 18     | Takayuki Numazaki         | JPN  | 35,50 (10) | 1.12,79 (25) | 35,76 (13) | 1.11,78 (17) | 143,545 |
| 19     | Christoffer Fagerli Rukke | NOR  | 36,35 (21) | 1.11,54 (18) | 36,25 (22) | 1.11,71 (16) | 144,225 |
| 20     | David Bosa                | ITA  | 35,84 (16) | 1.12,39 (22) | 36,13 (19) | 1.12,19 (21) | 144,260 |
| 21     | Denis Dressel             | GER  | 36,35 (21) | 1.12,00 (20) | 36,17 (20) | 1.12,17 (20) | 144,605 |
| 22     | Jevgeni Lalenkov          | RUS  | 36,73 (25) | 1.11,42 (15) | 36,59 (25) | 1.11,60 (15) | 144,830 |
| 23     | Denny Ihle                | GER  | 36,78 (26) | 1.12,42 (23) | 36,25 (22) | 1.13,05 (23) | 145,765 |
| 24     | Tommi Pulli               | FIN  | 36,43 (23) | 1.12,48 (24) | 36,62 (26) | 1.15,07 (24) | 146,825 |
| NS4    | Lee Kyou-hyuk             | KOR  | 35,68 (14) | 1.11,44 (16) | 36,21 (21) | NS           | 107,610 |
| NC26   | Sergej Tsjadajev          | RUS  | 36,55 (24) | 1.14,07 (26) | 36,36 (24) |              | 109,945 |

### Vrouwen
| #      | Schaatsster         | Land | 500m       | 1000m        | 500m       | 1000m        | Punten  |
| ------ | ------------------- | ---- | ---------- | ------------ | ---------- | ------------ | ------- |
| Goud   | Yu Jing             | CHN  | 37,67 (1)  | 1.15,61 (3)  | 37,72 (1)  | 1.16,16 (4)  | 151,275 |
| Zilver | Zhang Hong          | CHN  | 38,11 (5)  | 1.15,17 (1)  | 38,29 (4)  | 1.15,44 (2)  | 151,705 |
| Brons  | Heather Richardson  | USA  | 38,04 (3)  | 1.15,86 (4)  | 38,18 (3)  | 1.15,28 (1)  | 151,790 |
| 4      | Margot Boer         | NED  | 38,00 (2)  | 1.15,31 (2)  | 38,15 (2)  | 1.16,12 (3)  | 151,865 |
| 5      | Nao Kodaira         | JPN  | 38,06 (4)  | 1.17,22 (8)  | 38,33 (5)  | 1.17,01 (7)  | 153,505 |
| 6      | Laurine van Riessen | NED  | 38,29 (6)  | 1.16,98 (7)  | 38,68 (7)  | 1.16,95 (6)  | 153,935 |
| 7      | Thijsje Oenema      | NED  | 38,46 (7)  | 1.16,45 (6)  | 38,59 (6)  | 1.17,70 (9)  | 154,125 |
| 8      | Jekaterina Ajdova   | KAZ  | 38,48 (8)  | 1.17,45 (10) | 38,75 (9)  | 1.17,15 (8)  | 154,530 |
| 9      | Christine Nesbitt   | CAN  | 39,08 (15) | 1.16,42 (5)  | 39,03 (14) | 1.16,60 (5)  | 154,620 |
| 10     | Maki Tsuji          | JPN  | 38,60 (9)  | 1.18,50 (12) | 38,72 (8)  | 1.18,59 (11) | 155,865 |
| 11     | Anice Das           | NED  | 38,77 (10) | 1.17,43 (9)  | 39,31 (17) | 1.18,15 (10) | 155,870 |
| 12     | Kim Hyun-yung       | KOR  | 39,05 (14) | 1.18,19 (11) | 38,93 (11) | 1.18,61 (12) | 156,380 |
| 13     | Miyako Sumiyoshi    | JPN  | 38,91 (11) | 1.19,70 (18) | 38,81 (10) | 1.18,62 (13) | 156,880 |
| 14     | Sugar Todd          | USA  | 38,98 (12) | 1.18,97 (14) | 39,22 (15) | 1.19,45 (15) | 157,410 |
| 15     | Denise Roth         | GER  | 39,01 (13) | 1.19,62 (17) | 39,02 (13) | 1.19,46 (16) | 157,570 |
| 16     | Park Seung-ju       | KOR  | 39,34 (18) | 1.19,29 (15) | 39,36 (18) | 1.19,04 (14) | 157,865 |
| 17     | Joelija Kozyrjeva   | RUS  | 39,23 (16) | 1.20,13 (20) | 38,95 (12) | 1.20,14 (20) | 158,315 |
| 18     | Jennifer Plate      | GER  | 39,39 (19) | 1.19,37 (16) | 39,28 (16) | 1.20,02 (19) | 158,365 |
| 19     | Angelina Golikova   | RUS  | 39,74 (21) | 1.18,77 (13) | 39,70 (20) | 1.19,97 (18) | 158,810 |
| 20     | Nadezjda Asejeva    | RUS  | 39,52 (20) | 1.20,26 (21) | 39,85 (21) | 1.21,35 (21) | 160,175 |
| 21     | Li Dan              | CHN  | 39,27 (17) | 1.21,12 (22) | 39,63 (19) | 1.21,97 (23) | 160,445 |
| 22     | Hege Bøkko          | NOR  | 40,40 (24) | 1.20,06 (19) | 40,67 (24) | 1.19,49 (17) | 160,845 |
| 23     | Yvonne Daldossi     | ITA  | 40,24 (23) | 1.22,02 (23) | 40,04 (22) | 1.21,37 (22) | 161,975 |
| 24     | Elina Risku         | FIN  | 40,12 (22) | 1.22,18 (24) | 40,09 (23) | 1.22,36 (24) | 162,480 |